# Neunkirchen (Bawaria)
Neunkirchen – miejscowość i gmina w Niemczech, w kraju związkowym Bawaria, w rejencji Dolna Frankonia, w regionie Bayerischer Untermain, w powiecie Miltenberg, wchodzi w skład wspólnoty administracyjnej Erftal. Leży około 10 km na wschód od Miltenberga, w Parku Natury Bergstraße-Odenwald.

## Dzielnice
W skład gminy wchodzą następujące dzielnice: 
- Neunkirchen
- Richelbach
- Umpfenbach

## Polityka
Wójtem jest Wolfgang Seitz. Rada gminy składa się z 13 członków:
|      | Grupa Wyborcza Umpfenbach | Grupa Wyborcza | Grupa Wyborcza Richelbach | Razem     |
| 2002 | 4                         | 5              | 4                         | 13 miejsc |